# Башкьой (дем Долна Джумая)
 Тази статия е за селото в Гърция.  За селото в Северна Добруджа, Румъния, вижте Башкьой.  
Башкьой (на гръцки: Κεφαλοχώρι, Кефалохори, катаревуса: Κεφαλοχώριον, Кефалохорион, до 1927 Μπας Κιόι, Бас Кьой) е село в Гърция, Егейска Македония, в дем Долна Джумая (Ираклия), област Централна Македония със 144 жители (2001).

## География
Селото е разположено на 30 километра западно от град Сяр (Серес), в североизточното подножие на Богданската планина (Вертискос).

## История

### В Османската империя
Според Васил Кънчов („Македония. Етнография и статистика“) в началото на XX век Башкьой е в Лъгадинска каза и има 110 жители турци.

### В Гърция
През Балканската война селото е освободено от части на българската армия, но остава в Гърция след Междусъюзническата война. Жителите му се изселват и на тяхно място са заселени гърци бежанци и според преброяването от 1928 година Башкьой е бежанско село с 28 бежански семейства и 116 души бежанци.
В 1965 година е построена църквата „Свети Николай“.